# 1311

## أحداث
- انتقال ققلعة بولينغبروك إبى أسرة لانكاستر

## مواليد
- ألفونسو الحادي عشر
- بلانكا نونيز دي لا سيردا ولارا
- بيتر الأول دوق بوربون
- مارجريت من هولندا
- وانغ دا يوان مستكشف صيني

## وفيات
- قطب الدين الشيرازي
- قطب الدين الشيرازي
- ابن منظور صاحب لسان العرب. (ولد 1232 م).